# Rosario de Lerma
Rosario de Lerma é um município da província de Salta, na Argentina.